# Фрунзенська сільська рада (Доманівський район)
Петропа́влівська сільська́ ра́да — орган місцевого самоврядування в Доманівському районі Миколаївської області. Адміністративний центр — село Петропавлівка.

## Загальні відомості
- Територія ради: 68,156 км²
- Населення ради: 1 038 осіб (станом на 2001 рік)

## Населені пункти
Сільській раді підпорядковані населені пункти:
- с. Петропавлівка
- с. Олександродар
- с. Сила

## Склад ради
Рада складається з 16 депутатів та голови.
- Голова ради: Ляховець Людмила Григорівна

### Керівний склад попередніх скликань
| Прізвище, ім'я, по батькові | Основні відомості                                                              | Дата обрання | Дата звільнення |
| --------------------------- | ------------------------------------------------------------------------------ | ------------ | --------------- |
| Уманець Ольга Йосипівна     | Сільський голова, 1954 року народження, Всеукраїнське об'єднання «Батьківщина» | 26.03.2006   | 31.10.2010      |
| Ляховець Людмила Григорівна | Сільський голова, позапартійна                                                 | 01.11.2010   |                 |

Примітка: таблиця складена за даними сайту Верховної Ради України